# Switzerland megye
Switzerland megye az Amerikai Egyesült Államokban, azon belül Indiana államban található. Megyeszékhelye és legnagyobb városa Vevay. Lakosainak száma 9737 fő (2020. április 1.). Switzerland megye Ohio, Ripley, Jefferson, Carroll, Gallatin és Boone megyékkel határos.

## Népesség
A megye népességének változása:
| Lakosok száma | 10 622 | 10 563 | 10 416 | 10 526 | 10 524 | 9737 |
|               | 2010   | 2011   | 2012   | 2013   | 2015   | 2020 |